# 귀뿔논병아리
귀뿔논병아리는 논병아리목 논병아리과의 겨울철새이다.

## 생김새
부리는 직선이고 끝이 하얀색이다. 홍채는 붉은색이다. 여름깃은 뒷머리까지 노란색 깃이 돌출되어 있고 목에 검은색 깃이 돌출되어 있다. 가슴은 적갈색이다. 겨울깃은 머리의 검은색과 흰색 경계가 뚜렷하고 정수리가 평평하다. 

## 생태
유럽에서 캄차카의 아한대지역, 북아메리카 북부에서 번식하고 유라시아와 아메리카 온대 지역에서 월동한다. 단독이나 거리를 두고 몇 마리가 수면에 떠서 먹이를 찾는다.